# جان استراید
جان استراید (انگلیسی: John Stride؛ زادهٔ ۱۱ ژوئیهٔ ۱۹۳۶) یک هنرپیشه اهل انگلستان است.

## فیلم‌شناسی
- Sink the Bismarck! (۱۹۶۰)
- Bitter Harvest (۱۹۶۳)
- مکبث (۱۹۷۱)
- Something to Hide (۱۹۷۲)
- جان کیتس: زندگی و مرگ او (۱۹۷۳)
- نیروی عظیم (۱۹۷۴)
- Brannigan (۱۹۷۵)
- طالع نحس (۱۹۷۶)
- پلی در دوردست (۱۹۷۷)
- اوه! سگ بهشتی (۱۹۸۰)
- Thirteen at Dinner (۱۹۸۵)
- Hanna's War (۱۹۸۸)
- پوآرو (فصل اول - سرقت باورنکردنی) (۱۹۸۹)